# Зип уређај
Зип уређај је преносиви систем за складиштење података и представљен је од стране Јомега фирме давне 1994. године. У време када је ЗИП уређај изашао имао је средње високи капацитет, ЗИП диск је оригинално био капацитета 100 мегабајта, касније 250 мегабајта, па све до 750 мегабајта.
Формат је постао популарнији од многих флопи уређаја који су владали тадашњим тржиштем 90-их година. Међутим, никада није могао да постане популарнији од флопи диска. Финална верзија ЗИП уређаја достигла је 750 мегабајта, а капацитет који је био доступан на пиши бриши ЦД-овима, касније био надмашен од стране пиши бриши DVD-а. USB флеш меморије су се на крају показали као најпопуларнији уређаји за складиштење података широј јавности због свеобухватности USB портова на персоналним рачунарима, а ускоро и због саме величине(капацитета) које су нудили. ЗИП уређаји су престали да се употребљавају на почетку 2000.те године. ЗИП бренд касније избацује интерне и екстерне ЦД читаче познате под називом ЗИП-650 или ЗИП-ЦД који немају никакве везе са ЗИП уређајем. ЗИП уређај је уређај који има све особине флопи уређаја али са много већим капацитетом и перформансама од стандардног флопи уређаја. Међутим, кућиште ЗИП уређаја је много дебље у односу на флопи уређај. Максимална брзина оригиналног ЗИП уређаја је била око 1 мегабајт по секунди и време тражења од 28 милисекунди у просеку. Ране генерације ЗИП уређаја су биле у директној конкуренцији са Супер диск или ЛС-120 уређајима који имају 20% више меморије и могу читати стандардне 3,5 инчне дискете, али имају мању брзину преноса података због мање ротационе брзине.

## Преглед
Зип уређај је уређај за читање флопи дискета који има све погодности уређаја за читање 3,5 инчне дискете, али са много бољим опцијама капацитета и перформансама које су много побољшане у односу на стандардни дискетни уређај. Међутим, кућишта Зип уређаја су много дебља од обичних уређаја за флопи дискове.

### Интерфејс
Интерфејс доступност.
Рани екстерни ЗИП уређаји засновани на SCSI-u били су паковани заједно са SCSI адаптером познатим као ЗИП зоом. Такође, оригинално су се продавали засебни PCMCIA на SCSI адаптер ѕа компатибилност са лаптопом.
| Назив   | Интерфејс | Интерфејс | Интерфејс | Интерфејс | Интерфејс |
| Назив   | ATAPI     | SCSI      | LPT       | USB       | FireWire  |
| ------- | --------- | --------- | --------- | --------- | --------- |
| Zip 100 | Да        | Да        | Да        | Да        | Не        |
| Zip 250 | Да        | Да        | Да        | Да        | Да        |
| Zip 750 | Да        | Не        | Не        | Да        | Да        |
| 1. 2.   |           |           |           |           |           |

## Продаја
ЗИП уређаји оригинално су се добро продавали након њиховог представљања 1994. године, због ниске цене и великог капацитета. 
Уређај би се иницијално продавао за мало испод 200 долара с једним кућиштем. У ово време дискови су имали капацитет од отприлике пола гигабајта(500 мегабајта), а цена им је била око 200 долара, тако да је прављење сигурносних копија података са ЗИП уређаја било веома економично за кућне кориснике. Током следећих неколико година опадале су цене додатних кућишта како их је све више компанија почело набављати. Набављачи су били Fujifilm, Verbatim, Toshiba i Maxell. Компаније Epson и Nec исто су производиле лиценцирани 100-мегабајтни модел са својим именом бренда.
Ипак популарност Зип уређаја почела је нагло да опада у периоду од 1999. до 2003. године јер су Зип уређаји имали сада већ релативно високу цену по мегабајту у односу према падајућим ценама тада нових CD-R и CR-RW дискова.
Пораст потребе хард диск уређаја са више гигабајта капацитета направио је прављење резервних копија мање зип уређајима мање економичним. Штавише појављивање јефтиних CD DVD дискова за компјутере, праћеним USB флеш уређајима гурнули су Зип зређај са главног тржишта.

## Заоставштина (наслеђе)
Зип уређаје и данас користе ретро-рачунарски ентузијасти као средство преноса великих количина (у поређењу са ретро хардвером) података између модерних и старијих рачунарских система. Зип уређаји се још увек употребљавају у авијацији. На пример зип уређаје користи Боинг компанија за ажурирање навигационих база.

## ЗИП ЦД
Ломега је такође произвела линију интерних и екстерних CD-ова под брендом ЗИП, крајем деведесетих година и који се звао Зип ЦД 650. Користио је регуларне CD-R медије и није имао никакву сличност са магнетним Зип уређајем. Спољни модели су инсталирани у истој кутији као Зип уређај и користили су стандардни USB 1.1. Ломега је користила DirectCD софтвер Adapteca како би омогућила приступ UDF на CD-R и CD-RW медије. Зип ЦД 650 може да снима на 700 мегабајта ЦД-а, али може да нареже податке величине 650 мегабајта. Постоји програм који приморава ЗИП ЦД 650 да нареже податке на 700 мегабајта али то чини уређај нестабилним. 